# 天津市人民检察院
天津市人民检察院是中华人民共和国天津市的检察机关，现任检察长为陈凤超。

## 历史沿革
1950年9月1日，成立天津市人民检察署，在天津市一区（今属和平区）西藏路27号办公。署内设刑事科、民事科、行政科、办公室和收发室。市公安局长许建国兼任检察长。1952年8月，天津市人民检察署与天津市公安局合署办公。1954年3月12日，最高人民检察署决定加强检察工作，适当充实各级检察机关工作人员。1954年5月24日，天津市人民检察署与天津市公安局分开。1954年12月，天津市人民检察署更名为天津市人民检察院。1955年3月迁至六区（今属河西区）解放南路430号办公。1955年10月28日启用印章。
1958年2月，天津市由中央直辖市改为河北省省辖市。天津市人民检察院改为河北省天津市人民检察院，受河北省人民检察院领导。1958年12月15日，河北省天津专区检察分院并入河北省天津市人民检察院。1962年10月，河北省天津专区检察分院及其所属的检察院单独建制，由河北省人民检察院领导。
1966年文化大革命开始后，公安机关提请审查批捕和移交审查起诉的案件，不再送检察院。1967年1月，天津市改为中央直辖市。1967年4月，毛泽东思想宣传队进驻天津市人民检察院。1967年12月，天津市人民检察院被军管，机关门前挂上“中国人民解放军天津市公安机关军管会人民检察院军事管制小组”牌子。
1978年3月，第五届全国人民代表大会第一次会议通过《中华人民共和国宪法》，规定重新设置人民检察院。1978年6月，根据中共中央（78）21号文件和中共天津市委的指示精神，开始重建天津市人民检察院。1978年12月1日，正式对外办公。

## 机构设置
内部机构
- 办公室（新闻办公室）
- 政治部
- 第一检察部
- 第二检察部
- 第三检察部
- 第四检察部
- 第五检察部
- 第六检察部
- 第七检察部
- 第八检察部
- 第九检察部（天津市人民检察院检察服务中心）
- 法律政策研究室
- 案件管理办公室
- 检务督察部（巡视工作领导小组办公室）
- 检务保障部
- 检察技术部（天津市人民检察院司法鉴定中心）
- 机关党委办公室
- 离退休干部室

派出机构
- 天津市人民检察院驻天津港保税区检察室
- 天津市人民检察院驻天津滨海高新技术产业开发区检察室
- 天津市人民检察院驻天铁集团检察室

基层检察机关
- 天津市人民检察院第一分院
- 天津市人民检察院第二分院
- 天津市人民检察院第三分院
- 天津市滨海新区人民检察院
- 天津市和平区人民检察院
- 天津市河西区人民检察院
- 天津市南开区人民检察院
- 天津市河东区人民检察院
- 天津市河北区人民检察院
- 天津市红桥区人民检察院
- 天津市东丽区人民检察院
- 天津市北辰区人民检察院
- 天津市津南区人民检察院
- 天津市西青区人民检察院
- 天津市武清区人民检察院
- 天津市宝坻区人民检察院
- 天津市静海区人民检察院
- 天津市蓟州区人民检察院
- 天津市宁河区人民检察院
- 天津铁路运输检察院

## 历任领导
历任检察长
| 姓名   | 任期                  | 备注  |
| ------ | --------------------- | ----- |
| 许建国 | 1950年8月－1951年12月 |       |
| 万晓塘 | 1952年1月－1954年4月  |       |
| 李权超 | 1954年4月－1958年12月 |       |
| 桑仁政 | 1958年12月－1969年9月 |       |
| 樊青典 | 1980年8月－1983年4月  |       |
| 梁国庆 | 1983年4月－1986年8月  |       |
| 高翼飞 | 1987年6月－1988年7月  |       |
| 陶毅民 | 1988年7月－1993年7月  |       |
| 张德铨 | 1993年7月－1998年6月  |       |
| 李宝金 | 1998年6月－2006年6月  |       |
| 世平   | 2007年2月－2018年1月  |       |
| 宫鸣   | 2018年1月－2022年1月  | [ 3 ] |
| 陈凤超 | 2022年4月－           |       |